# 青春的泡沫 (YOUTH)
青春的泡沫 (YOUTH)是大韩民国男歌手道英的首张录音室专辑。该专辑于2024年4月22日由SM娛樂企划制作并由Kakao娛樂发行，该专辑包含十首曲目。这张专辑的发布标志着道英成为继泰容，TEN之后第三位SOLO出道的NCT成员。

## 宣传和发行
2024年3月11日，据报道，道英将于4月SOLO出道。4月4日，SM娱乐宣布道英将作为个人歌手出道并于4月22日发布一张包含10首歌曲的录音室专辑《青春的泡沫 (YOUTH)》。4月5日，SM娱乐在NCT的YouTube官方频道上传了这张专辑的介绍影片。同一天，据报道少女时代的成员太妍参与录制了这张专辑中的曲目。
2024年4月8日，专辑曲目列表公开。合作者包括同为NCT的成员MARK，参与制作者包括安七炫和KENZIE，同时还宣布收录曲目《萤火虫 (Little Light)》将成为专辑主打曲目。

## 曲目列表
01. 早春之歌 (Beginning)
02. 萤火虫 (Little Light)
03. 致我的海 (From Little Wave)
04. Time Machine (Feat. 太妍, Mark)
05. 希望会是我 (Serenade)
06. 开始结局 (Rewind)
07. 余温 (Warmth)
08. Lost In California
09. 逗号 (Rest)
10. Dallas Love Field

## 资料来源
1. ↑  . m.entertain.naver.com.   [2025-01-18].
2. ↑  이미영. . 조이뉴스24.   [2025-01-18] （韩语）.
3. ↑  . m.entertain.naver.com.   [2025-01-18].
4. ↑  . m.entertain.naver.com.   [2025-01-18].